# Az Eurovíziós Dalfesztivál legnagyobb slágerei
Az Eurovíziós Dalfesztivál legnagyobb slágerei egy televíziós gálaműsor volt, melyet az Európai Műsorsugárzók Uniója (EBU) rendezett az Eurovíziós Dalfesztivál hatvanadik évfordulója tiszteletére 2015. március 31-én. A műsort az Egyesült Királyság fővárosában, Londonban rendezték meg. A pontos helyszín az Eventim Apollo volt.

## A helyszín és a műsor

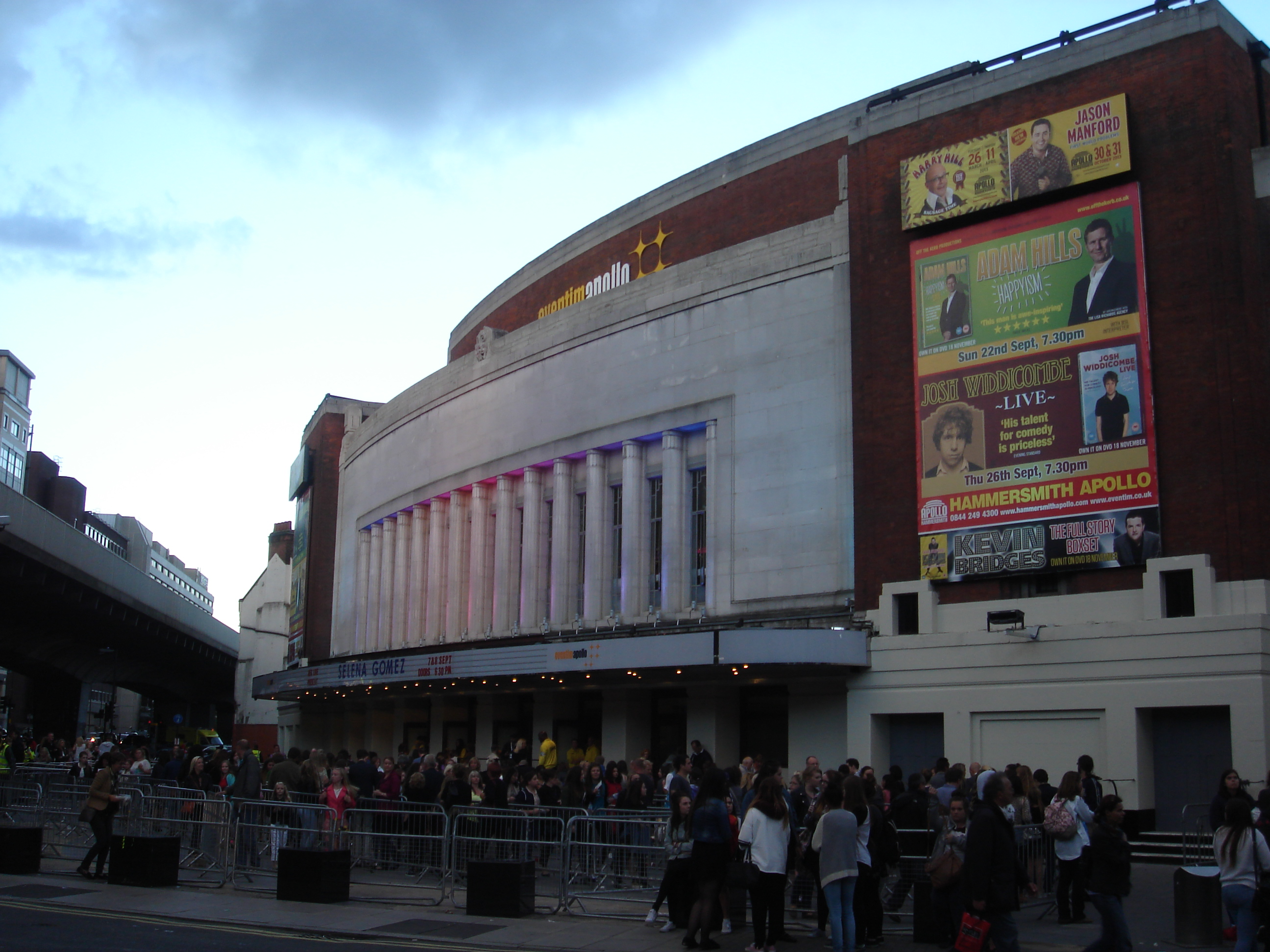
Az Eventim Apollo

A műsor pontos helyszíne az Egyesült Királyság fővárosában, Londonban található Eventim Apollo volt, mely 5 039 fő befogadására alkalmas.
A 2005-ös, a verseny ötvenedik évfordulójának tiszteletére rendezett Gratulálunk: 50 éves az Eurovíziós Dalfesztivál című műsorral ellentétben Az Eurovíziós Dalfesztivál legnagyobb slágerei egy gálaműsor volt, ahol korábbi eurovíziós indulók adták elő korábbi versenydalaikat.
Az adás két házigazdája a svéd Petra Mede és a brit Graham Norton voltak. Mede korábban a 2013-as Eurovíziós Dalfesztivál műsorvezetője volt, Norton pedig a 2007-es és a 2008-as Eurovíziós Táncversenyen, Claudia Winklemannel látta el ugyanezt a feladatot, továbbá ő a Dalfesztivál brit kommentátora 2009 óta.

## A műsor
| #  | Ország             | Év   | Nyelv                        | Előadó             | Dal                           | Magyar fordítás              |
| -- | ------------------ | ---- | ---------------------------- | ------------------ | ----------------------------- | ---------------------------- |
| 01 | Dánia              | 2013 | angol                        | Emmelie de Forest  | Only Teardrops                | Csak könnycseppek            |
| 02 | Luxemburg          | 1973 | angol, francia[megj. 1]      | Anne-Marie David   | Tu te reconnaîtras            | Ráismersz magadra            |
| 03 | Svédország         | 1984 | angol, svéd[megj. 2]         | Herreys            | Diggi-Loo Diggi-Ley           | —                            |
| 04 | Izrael             | 1998 | héber                        | Dana International | Diva                          | Díva                         |
| 05 | Dánia              | 2000 | angol                        | Olsen Brothers     | Fly on the Wings of Love      | Szállj a szerelem szárnyain  |
| 06 | Egyesült Királyság | 1976 | angol                        | Brotherhood of Man | Save Your Kisses for Me       | Őrizd meg a csókjaidat nekem |
| 07 | Spanyolország      | 1968 | spanyol                      | Rosa               | La, la, la[megj. 3]           | Lá, lá, lá                   |
| 07 | Spanyolország      | 1969 | spanyol                      | Rosa               | Vivo cantando[megj. 4]        | Az éneklésnek élek           |
| 07 | Spanyolország      | 1973 | spanyol                      | Rosa               | Eres tú[megj. 5]              | Te vagy                      |
| 07 | Spanyolország      | 2002 | spanyol, angol               | Rosa               | Europe’s Living a Celebration | Európa ünnepel               |
| 08 | Németország        | 1982 | angol, olasz, német[megj. 6] | Nicole             | Ein bißchen Frieden           | Egy kis béke                 |
| 09 | Finnország         | 2006 | angol                        | Lordi              | Hard Rock Hallelujah          | Kemény rock hallelúja        |
| 10 | Franciaország      | 2001 | francia, angol               | Natasha St-Pier    | Je n’ai que mon âme           | Csak a lelkem van            |
| 11 | Oroszország        | 2008 | angol                        | Dima Bilan         | Believe                       | Hinni                        |
| 11 | Oroszország        | 2006 | angol                        | Dima Bilan         | Never Let You Go              | Sosem hagylak elmenni        |
| 12 | Norvégia           | 1985 | norvég, angol[megj. 7]       | Bobbysocks         | La det swinge                 | Engedd ringatózni            |
| 13 | Svédország         | 2012 | angol                        | Loreen             | Euphoria                      | Eufória                      |
| 14 | Írország           | 1980 | angol                        | Johnny Logan       | What’s Another Year?          | Mit ér egy újabb év?         |
| 14 | Írország           | 1992 | angol                        | Johnny Logan       | Why Me?[megj. 8]              | Miért én?                    |
| 14 | Írország           | 1987 | angol                        | Johnny Logan       | Hold Me Now                   | Ölelj most át                |
| 15 | Ausztria           | 2014 | angol                        | Conchita           | Rise Like a Phoenix           | Felszállni, mint egy főnix   |

Megjegyzések
↑ megj. 1:  A dal a versenyen teljes egészében francia nyelven hangzott el.
↑ megj. 2:  A dal a versenyen teljes egészében svéd nyelven hangzott el.
↑ megj. 3:  A dal a versenyen Massiel előadásában hangzott el.
↑ megj. 4:  A dal a versenyen Salomé előadásában hangzott el.
↑ megj. 5:  A dal a versenyen a Mocedades előadásában hangzott el.
↑ megj. 6:  A dal a versenyen teljes egészében német nyelven hangzott el.
↑ megj. 7:  A dal a versenyen teljes egészében norvég nyelven hangzott el.
↑ megj. 8:  A dal a versenyen Linda Martin előadásában hangzott el.

## Nemzetközi közvetítések

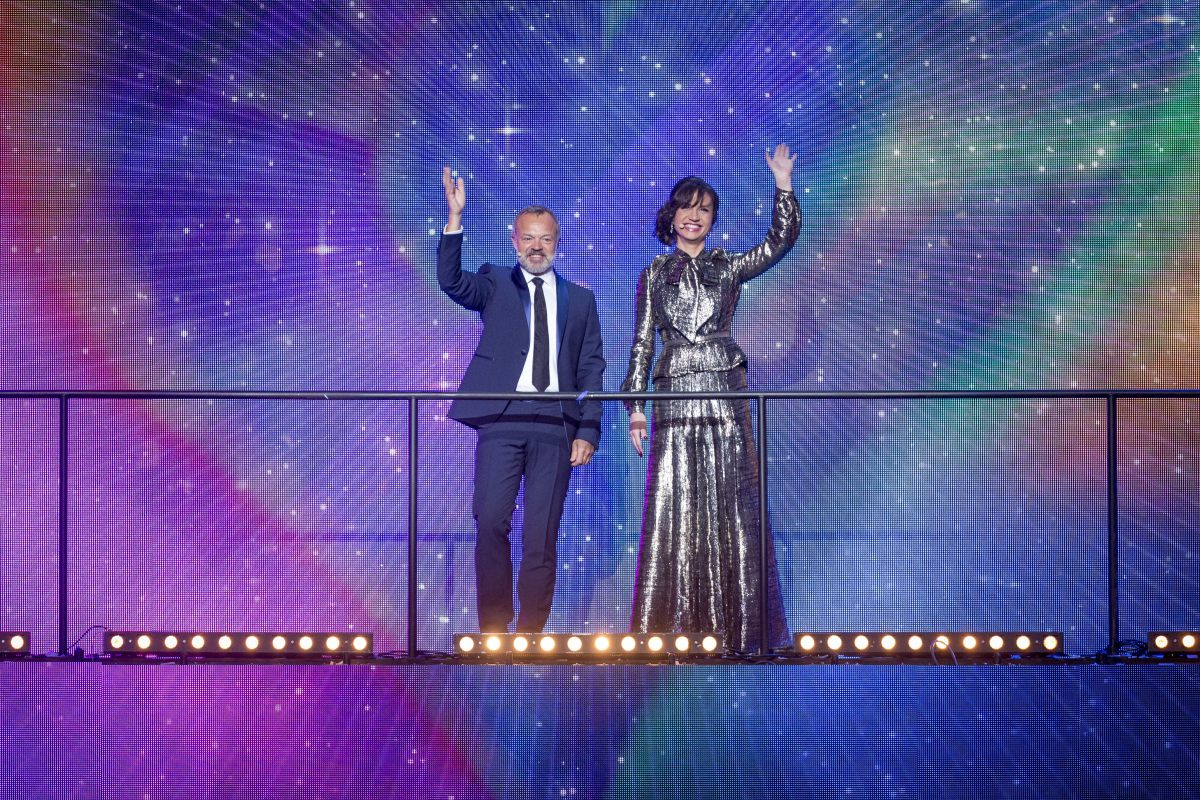
A két műsorvezető, Graham Norton és Petra Mede

### Közvetítő országok
| Ország             | Kommentátor                            | Közvetítés      | Közvetítés             |
| Ország             | Kommentátor                            | Műsorsugárzó    | Időpont                |
| ------------------ | -------------------------------------- | --------------- | ---------------------- |
| Albánia            | Kommentár nélkül                       | TVSH            | 2015. április 5.       |
| Ausztrália         | Kommentár nélkül                       | SBS One         | 2015. május 16.        |
| Ausztria           | Andi Knoll                             | ORF eins        | 2015. május 22.        |
| Belgium            | Peter Van De Veire                     | één             | 2015. április 4.       |
| Belgium            | Jean-Louis Lahaye és Maureen Louys     | La Une          | 2015. április 12.      |
| Bulgária           | Kommentár nélkül                       | BNT 1           | 2015. április 13.      |
| Bulgária           | Kommentár nélkül                       | BNT 2           | 2015. április 19.      |
| Dánia              | Ole Tøpholm                            | DR1             | 2015. május 16.        |
| Egyesült Királyság | Kommentár nélkül                       | BBC One         | 2015. április 3.       |
| Észtország         | Kommentár nélkül                       | ETV             | 2015. május 22.        |
| Finnország         | Kommentár nélkül                       | Yle Fem         | 2015. április 4.       |
| Finnország         | Kommentár nélkül                       | Yle TV2         | 2015. április 11.      |
| Franciaország      | Natasha St-Pier                        | France 2        | 2015. május 20.        |
| Görögország        | Görög feliratokkal                     | N1              | 2015. május 16.        |
| Írország           | Kommentár nélkül                       | RTÉ 2           | 2015. április 3.       |
| Izland             | Kommentár nélkül                       | RÚV             | 2015. április 4.       |
| Izrael             | Kommentár nélkül                       | Channel 1       | 2015. április 11.      |
| Lettország         | Aigars Rozenbergs                      | LTV1            | 2015. április 25.      |
| Németország        | Peter Urban                            | NDR, MDR        | 2015. május 16.        |
| Németország        | Peter Urban                            | EinsFestival    | 2015. május 22.        |
| Norvégia           | Kommentár nélkül                       | NRK1            | 2015. április 4.       |
| Oroszország        | Yury Aksyuta és Svetlana Zeynalova     | Pervij Kanal    | 2015. április 5.       |
| Portugália         | Júlio Isidro                           | RTP1            | 2015. április 26.      |
| Románia            | Kommentár nélkül                       | TVR1            | 2015. április 12.      |
| San Marino         | Kommentár nélkül                       | SMtv San Marino | 2015. április 5.       |
| Spanyolország      | José María Íñigo és Julia Varela       | La 1            | 2015. május 16.        |
| Svájc              | Sven Epiney                            | SRF 2           | 2015. május 19. és 21. |
| Svédország         | Kommentár nélkül, svéd feliratokkal[1] | SVT1            | 2015. április 4.       |
| Svédország         | Kommentár nélkül, svéd feliratokkal[1] | SVT World       | 2015. április 4.       |
| Szerbia            | Kommentár nélkül                       | RTS             | 2015. május 23.        |
| Szlovénia          | Kommentár nélkül                       | TV Slovenija 1  | 2015. június 13.       |

Megjegyzések:
↑ 1: A résztvevőkkel Sarah Dawn Finer és Christer Björkman beszélgetett a műsor előtt.

### Nem közvetítő országok
A következő műsorsugárzók legalább egyszer részt vettek az Eurovíziós Dalfesztiválon, de nem közvetítették a hatvanadik évfordulót ünneplő műsort.
| - Csehország – ČT - Hollandia – AVROTROS - Luxemburg – RTL | - Észak-Macedónia – MKRTV - Örményország – ARMTV - Ukrajna – NTU |

A következő műsorsugárzók legalább egyszer részt vettek az Eurovíziós Dalfesztiválon, de nem döntöttek a közvetítést illetően.
| - Andorra – RTVA - Azerbajdzsán – İTV - Bosznia-Hercegovina – BHRT - Ciprus – CyBC - Fehéroroszország – BTRC - Grúzia – GPB - Horvátország – HRT - Lengyelország – TVP - Litvánia – LRT | - Magyarország – MTVA - Málta – PBS - Marokkó – SNRT - Moldova – TRM - Monaco – TMC - Montenegró – RTCG - Olaszország – RAI - Szlovákia – RTVS - Törökország – TRT |

## Térkép

Közvetítő országok
Országok, melyek nem közvetítették a műsort

## Lásd még
- Eurovíziós Dalfesztivál
- Gratulálunk: 50 éves az Eurovíziós Dalfesztivál
- 2015-ös Eurovíziós Dalfesztivál